# Бекард темний
Бекард темний (Pachyramphus homochrous) — вид горобцеподібних птахів родини бекардових (Tityridae).

## Поширення
Вид поширений на сході Панами, в Колумбії та Еквадорі, північному заході Венесуели та Перу. Його природним середовищем існування є субтропічні або тропічні сухі ліси, субтропічні або тропічні вологі низинні ліси та сильно деградований колишній ліс.

## Спосіб життя
Живиться комахами і павуками, інколи поїдає дрібні ягоди. Сферичне закрите гніздо з нижнім входом підвішене до гілки дерева на висоті 2,5-15 метрів над землею. У кладці 3-4 яйця. Інкубація триває 18-20 днів. Насиджує лише самиця, але самець допомагає годувати молодняк.

## Підвиди
Таксон містить три підвиди:
- Pachyramphus homochrous canescens (Chapman, 1912)
- Pachyramphus homochrous homochrous Sclater, 1859
- Pachyramphus homochrous quimarinus (Meyer de Schauensee, 1950)